# Explicit hoc totum

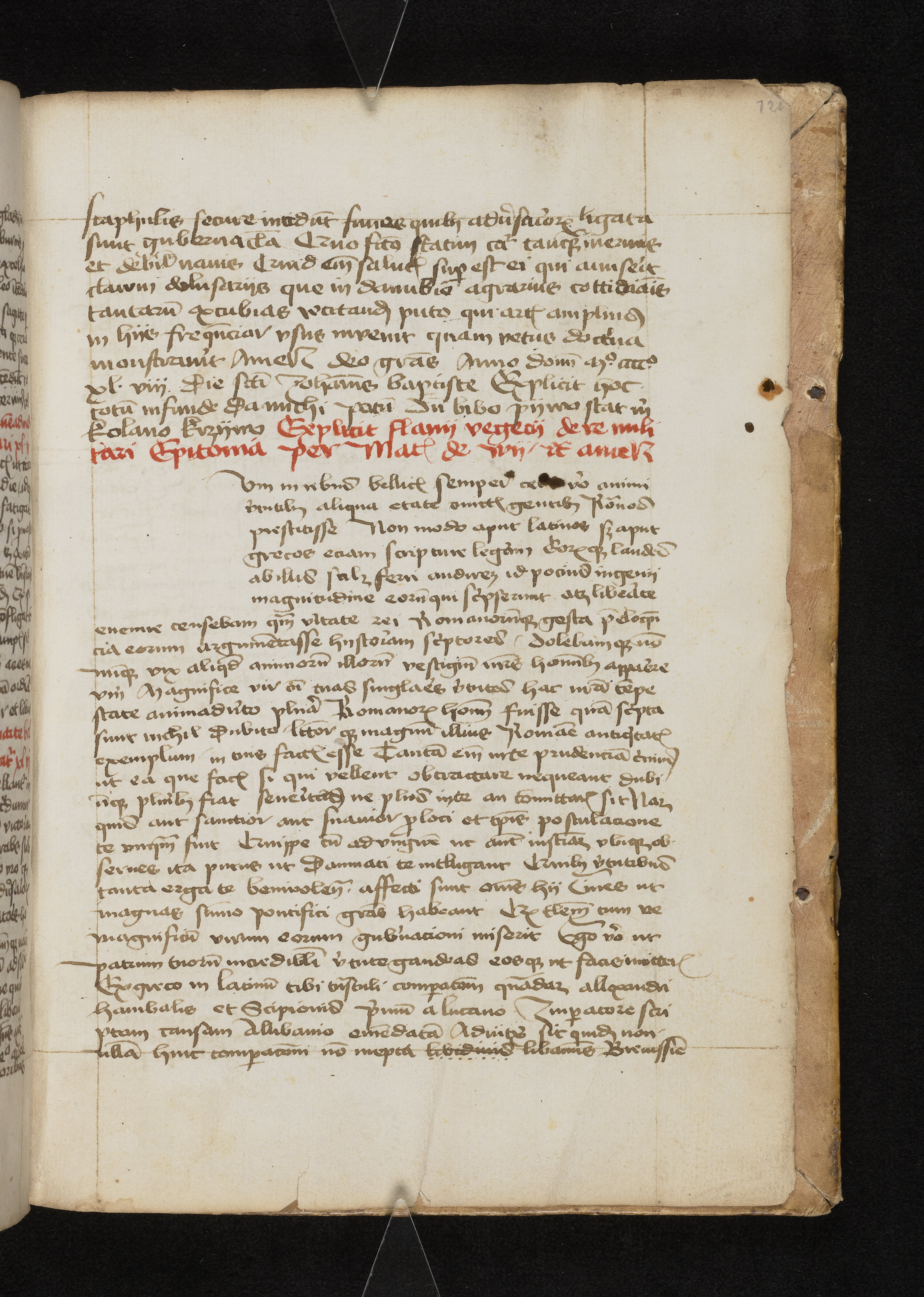
Oryginalny zapis utworu (linie 8–10)

Explicit hoc totum – incipit krótkiego wiersza nieznanego autorstwa, pochodzącego z XV wieku.
Wiersz zbudowany jest z czterech wersów w języku łacińskim z wtrąceniami w języku polskim i łacińskim. Został dopisany przez średniowiecznego kopistę na końcu tekstu Epithoma institutorum rei militaris autorstwa Flawiusza Wegecjusza Renata, w kodeksie datowanym na rok 1448, należącym w XV wieku do Jakuba z Lisowa, profesora Uniwersytetu Krakowskiego (obecnie w zbiorach Biblioteki Narodowej w Warszawie).
Dwa ostatnie wersy pojawiły się już wcześniej – w rękopisie zawierającym kazania, datowanym na rok 1415. Po raz pierwszy opublikował je drukiem Joachim Lelewel w 1826 roku.
Transliterację i transkrypcję wiersza (w poszerzonej wersji z rękopisu z 1448 roku) ogłosili Wiesław Wydra i Wojciech Rzepka w 1995 roku (Chrestomatia staropolska).
Treść utworu:
Explicit hoc totum,
Infunde, da mihi potum;
Dum bibo piwo,
Stat mihi kolano krzywo.
Tłumaczenie:
Wyraźny ten wszytek,
Polejże, daj mi napitek;
Gdy piję piwo,
stoi mi kolano krzywo. 